# Shelby County, Missouri
Shelby County är ett administrativt område i delstaten Missouri, USA, med 6 373 invånare. Den administrativa huvudorten (county seat) är Shelbyville.

## Geografi
Enligt United States Census Bureau har countyt en total area på 1 300 km². 1 297 km² av den arean är land och 3 km² är vatten.

### Angränsande countyn
- Knox County - norr
- Lewis County - nordost
- Marion County - öst
- Monroe County - söder
- Randolph County - sydväst
- Macon County - väst

### Orter
- Clarence
- Hunnewell
- Shelbina
- Shelbyville (huvudort)